# Собор Воскресения Христова (Эври)
Собор Воскресения Христова (фр. Cathédrale de la Résurrection) — католический собор в Эври, построенный швейцарским архитектором Марио Ботта в 1991—1995 годах. Это единственный собор, воздвигнутый на территории Франции в XX веке.

## История
В 1988 году епископ епархии Эври-Корбей-Эсона Ги Эрбюло (фр. Gui Herbulot) выступил с предложением возвести собор в городе Эври. Для осуществления замысла был приглашён известный швейцарский архитектор Марио Ботта.
Несмотря на то, что в XX веке подобный проект мог показаться анахронизмом, общественность отреагировала на него с энтузиазмом. Достаточно быстро удалось собрать необходимые средства, пожертвованные верующими и меценатами со всего мира. Общий бюджет строительства оценивается в 13 721 000 €.
Первый камень был заложен в 1991 году, на Пасху. Строительство началось в 1992 году и завершилось в 1995 году. Официальное открытие храма состоялось в 1996 году. В 1997 году собор был освящён; в этом же году его посетил папа Иоанн Павел II.

## Архитектура
Собор в Эври — амбициозный проект, в котором должны были сочетаться традиции средневековой религиозной архитектуры и новейшие архитектурные тенденции. Черпая вдохновение в архитектуре Средневековья, авторы проекта хотели, тем не менее, избежать прямых аллюзий. Собор в Эври не должен был внешне напоминать средневековые храмы; скорее, он должен был стать для своего времени тем же, чем великие соборы (такие как Реймский, Шартрский, Парижский) были для своего — воплощением самых смелых идей с применением самых передовых технологий.
Архитектурное решение собора весьма оригинально: он представляет собой скошенный цилиндр 35 м в высоту и 37 м в диаметре. Для внешней облицовки конструкции было использовано 840 000 кирпичей, привезённых из Тулузы. Выбор материала глубоко символичен: по замыслу архитектора, кирпич — один из самых древних строительных материалов — должен связывать историю и современность. Кирпичи укладывались особым образом, позволяющим избежать эха, которое иначе возникло бы в здании цилиндрической формы, и обеспечить храму прекрасную акустику.

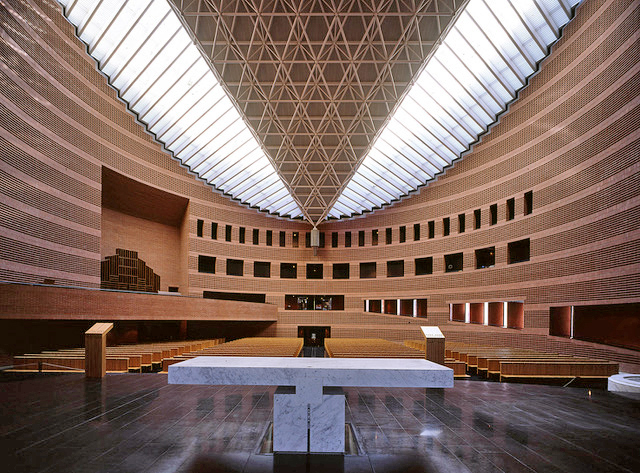
Интерьер храма

Самым необычным во внешнем облике собора является то, что на его крыше растут деревья. Они находятся в специальных кадках с автоматической системой полива. 24 липы символизируют связь между землёй и небесами: укоренённые в почве, ветвями они тянутся к небу. Прозрачный верх здания пропускает свет и даёт возможность видеть деревья тем, кто находится внутри храма. Древесные мотивы также воспроизводит витраж, находящийся позади алтаря.
Алтарь храма выполнен из каррарского мрамора. Его подножие облицовано стеклянной плиткой, отражающей падающий сверху свет. Арка над алтарём напоминает радугу — символ союза между Богом и человеком в Ветхом Завете. Стены храма украшают семь гобеленов, повествующих о жизни святого Корбиниана Фрайзингского, которому посвящён собор.
Как и средневековые храмы, собор в Эври расположен в самом центре города. В здании, помимо собственно храма, находятся также музей и центр религиозного искусства.

## Критика
С самого начала проект собора в Эври вызвал серьёзную полемику. Обсуждалась, во-первых, сама уместность возведения столь монументального религиозного сооружения в XX веке. Кроме того, общественность волновал вопрос финансирования этого масштабного строительства.
Тех, у кого сама необходимость строительства сомнений не вызывала, смущал неканонический облик собора, весьма далёкий от привычных образцов христианской архитектуры. Утверждалось, что собор с его цилиндрической формой вообще не похож на храм.
Высказывалось также мнение, что собор в Эври — это масонский храм с типичной для масонства символикой. Сам Марио Ботта возражал против такого толкования, указывая, что все использованные им символы прекрасно читаются и в контексте христианства.